# Vilarinho do Bairro
Vilarinho do Bairro is een plaats (freguesia) in de Portugese gemeente Anadia en telt 3 224 inwoners (2001).

## Geboren
- Nélson Oliveira (6 maart 1989), wielrenner